# Het ijdele melkmeisje
Het ijdele melkmeisje is de hoofdpersonage van een volksverhaal dat in Oost-Souburg op Walcheren wordt gelokaliseerd.

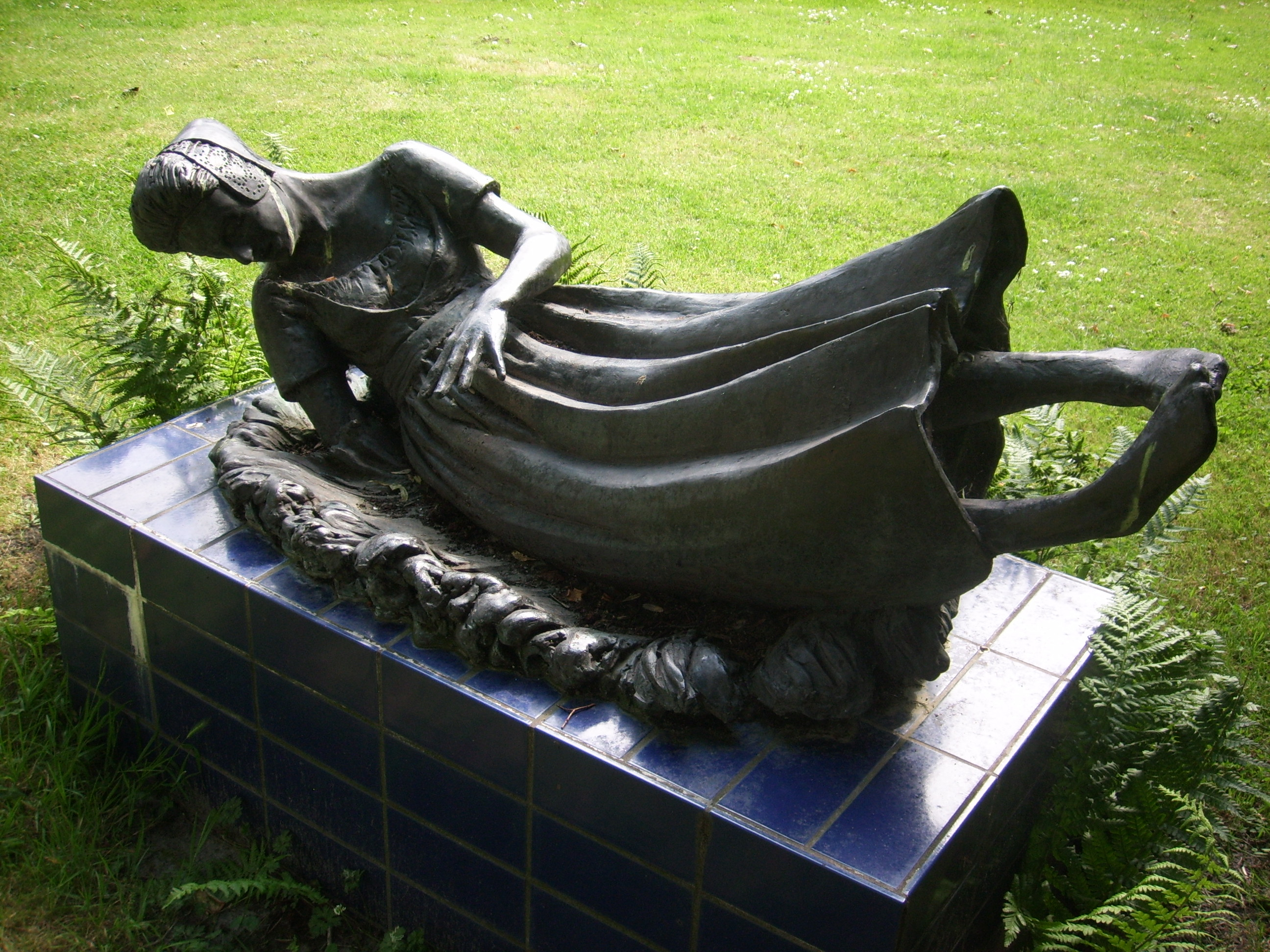
Standbeeld van het melkmeisje van Jan Haas uit 1994 naast het Ronde Putje in Oost-Souburg

## Het verhaal
Vroeger werd er weleens water bij de melk gedaan of er werd afgeroomd, ook gaf men weleens ondermaatse hoeveelheden. Meer dan honderd jaar geleden woonde er een meisje op Oost-Souburg. Keetje is enig dochter van een hardwerkend boer, ze hebben slechts drie koeien.
Ze vent de melk tot in Middelburg met een hondenkar. Ze is aantrekkelijk en vrolijk en heeft voor iedereen een aardig woord. Ze helpt mensen, maar is ijdel. Ze lacht om verhaaltjes dat achter elke spiegel een duivel huist. Tijdens de kermis leert ze Arjaan kennen, de zoon van een welgestelde boer. Ze komt iedere dag langs zijn boerderij en ze worden stapelgek op elkaar en het verschil in geld en goed telt niet. Keetje wil echter gouden krullen in plaats van zilveren, andere meisjes lachen haar uit.
Ze verdunt de melk met water uit het Ronde Putje en houdt elke dag enkele stuivers over. Keetje vent na een tijd melk met de helft water toegevoegd en klanten mopperen. Ze heeft altijd een smoes klaar en spaart genoeg geld voor gouden krullen. Ze koopt bij de beste goudsmid van Middelburg gouden krullen en wil ze bekijken in het spiegelbeeld van het Ronde Putje. Ze staan haar prachtig, maar opeens vliegen ze het water in. Met een stok zoekt ze, maar ze vindt ze niet.
Keetje kan ook niemand om hulp vragen, want dan moet ze vertellen hoe ze de gouden krullen in haar bezit gekregen heeft. Ze hoort de stem van de Ossaert: "wat is van mij, keert tot mij weer, zoek maar niet meer, het komt nooit weer". Keetje is gestraft en heeft haar lesje geleerd. Ze doet nooit meer water bij de melk en trouwt ondanks haar eenvoudige komaf met Arjaan. Pas op de koperen bruiloft durft ze Arjaan te vertellen over de gouden krullen die ze op vreemde manier is kwijtgeraakt.

## Achtergronden
De sage over het ijdele melkmeisje is in ieder geval vanaf de 19e eeuw bekend als zwerfsage in Maastricht, Antwerpen, Brussel en Gent. Of het toen al op Walcheren circuleerde, is onbekend. De sage gaat over een melkmeisje, maar er zijn ook varianten bekend waarin andere beroepen gestraft worden voor hun fraude, zoals een kleermaker en bakker. In 1850 publiceerde Hendrik Jan Schimmel (1823-1906) in de Nederlandsche Volksalmanak een verhalend gedicht van 78 strofen. Het verhaal is gebaseerd op een reeds langer bekende Europese fabel. Hierin lengt een man zijn melk of wijn aan met water, waarna een aapje de winst in het water gooit. Onder de titel 'Het Ronde Putjen (een volkssproke)' vertelde Schimmel het verhaal van het ijdele melkmeisje. Ze heet hier 'Elsjen'. Haar geliefde heet Japik-buur. Elsje is in deze versie van het verhaal jaloers op Grietje. Zij heeft op een dansfeest namelijk alle aandacht van de jongens gekregen, omdat ze gouden oorijzers droeg. Elsje begint daarop de melk aan te lengen. Zo kan zij na verloop van tijd ook gouden oorijzers kopen. Ook hier valt het gouden sieraad in het Ronde Putje.
Het meisje komt niet ten val en verdrinkt niet, maar heeft voor het leven haar lesje geleerd. Uiteindelijk trouwt ze met Japik.
Of de Noord-Hollandse dichter het in de ballade heeft over Zeeland of meer specifiek Walcheren, blijkt nergens uit. Enkel en alleen op basis van de vermelding van het Ronde Putje heeft men later aangenomen dat het over de poel tussen Oost-Souburg en Middelburg ging, die ook het Ronde Putje wordt genoemd. In de negentiende eeuw stond het Ronde Putje bekend als geliefde pleisterplaats voor wie uit rijden ging in Zeeland. 
Van oorsprong bestaat het Ronde Putje uit een gegraven kuil, en was het water bestemd om bijvoorbeeld de paarden te drinken te geven. Het Ronde Putje heeft het waarschijnlijk aan zijn folkloristische waarde te danken dat het niet gedempt is. Inmiddels ligt het Ronde Putje, nu een uitgediepte poel, met een hek erom midden in een woonwijk, aan de Middelburgsestraat. In 1994 werd er een standbeeld van een vallend melkmeisje naast de put geplaatst, gemaakt door Jan Haas. Een informatiebord bij het beeld vertelt de sage. 
Over het putje werd vroeger verder wel verteld dat paard en wagen er 's avonds soms kwamen vast te staan. In de nacht kon er een plaagbeest op je rug springen. En ook zou er 's nachts een witte juffer rondspoken.
De ballade van Schimmel getuigt van weinig kennis van het Ronde Putje bij Oost-Souburg destijds. Het bevatte weinig water en stond in de zomers soms zelfs droog. Een diepe "vloed" was het niet. Een gevallen sieraad haalde men er zo weer uit. De gouden oorijzers met kap, zoals Schimmel ze beschrijft, kwamen overigens op Walcheren niet voor - de gouden krullen wel.
Rond 1940 maakte Martien Beversluis (1894-1966) een luisterspel van de sage. Nu heet het melkmeisje Leintje, en ook zij eindigt als rusteloos dwalende ziel. Een sage hoort in principe niet positief af te sluiten, zoals bij Schimmel.
Het melkmeisje kan tijdig tot inkeer komen of voor eeuwig gedoemd ronddolen, de kern van de sage is altijd het frauduleus verkregen sieraad dat verloren wordt. Wat door het water verkregen is, wordt door het water ook weer hernomen. De moraal van de sage luidt: "Gestolen goed gedijt niet".